# Donald McGregor Murray
Donald McGregor „Don“ Murray (* 18. Juli 1929) ist ein ehemaliger australischer Badmintonspieler aus Tasmanien. 

## Karriere
Don Murray gewann 1953 und 1954 bei den australischen Meisterschaften die Herreneinzelkonkurrenz. 1955 wurde er Dritter bei den German Open. 1993 wurde er in die Tasmanian Sporting Hall of Fame aufgenommen.

## Sportliche Erfolge
| Saison | Veranstaltung                     | Disziplin    | Platz | Name                    |
| ------ | --------------------------------- | ------------ | ----- | ----------------------- |
| 1953   | Australien: Einzelmeisterschaften | Herreneinzel | 1     | Don Murray              |
| 1954   | Australien: Einzelmeisterschaften | Herreneinzel | 1     | Don Murray              |
| 1955   | German Open                       | Herreneinzel | 3     | Don Murray              |
| 1960   | Australien: Einzelmeisterschaften | Mixed        | 1     | Don Murray / June Bevan |